# 1517 w literaturze
Wydarzenia literackie w 1517 roku.

## Wydarzenia
- Wystąpienie Marcina Lutra – 95 tez – początek literatury ewangelickiej

## Nowe książki
- Franciszek Skaryna – Psałterz

## Urodzili się
- Henry Howard (3. hrabia Surrey) – poeta i tłumacz angielski (zm. 1547)